# Animale fantastice: Secretele lui Dumbledore
Animale fantastice: Secretele lui Dumbledore (titlu original: Fantastic Beasts: The Secrets of Dumbledore) este un film american fantastic din 2022 regizat de David Yates, după un scenariu de J. K. Rowling și Steve Kloves, o continuare a filmelor Animale fantastice și unde le poți găsi (2016) și Animale fantastice: Crimele lui Grindelwald (2018). Rolurile principale au fost interpretate de actorii Eddie Redmayne, Jude Law, Ezra Miller, Dan Fogler, Alison Sudol, Callum Turner, Jessica Williams, Katherine Waterston și Mads Mikkelsen.

## Distribuție
- Eddie Redmayne - Newt Scamander
- Jude Law - Albus Dumbledore
- Ezra Miller - Credence Barebone / Aurelius Dumbledore
- Dan Fogler - Jacob Kowalski
- Alison Sudol - Queenie Goldstein
- William Nadylam - Yusuf Kama
- Callum Turner - Theseus Scamander
- Jessica Williams - Eulalie "Lally" Hicks
- Victoria Yeates - Bunty
- Poppy Corby-Tuech - Vinda Rosier
- Fiona Glascott - Minerva McGonagall
- Katherine Waterston - Tina Goldstein
- Mads Mikkelsen - Gellert Grindelwald

## Legături
Are legături apropiate cu The Wizarding World of Harry Potter (Lumea Vrăjitorilor), acțiunea însă desfășurându-se înaintea celor din Harry Potter (filmul fiind un spin-off al seriei Harry Potter).
Filmul este ecranizat după o carte de J. K. Rowling și face parte din seria Animale Fantastice:
1. Animale fantastice și unde le poți găsi (2016)
2. Animale fantastice: Crimele lui Grindelwald (2018)
3. Animale fantastice: Secretele lui Dumbledore (2022)